# Macondo (Film)
Macondo ist der erste Spielfilm der iranisch-österreichischen Regisseurin Sudabeh Mortezai. Der Film, der von der österreichischen Produktionsfirma Freibeuterfilm produziert wurde, handelt von einem elfjährigen Jungen namens Ramasan, der im Tschetschenien-Krieg seinen Vater verloren hat und mit seiner Familie in einer abgelegenen Wohnsiedlung in Wien lebt. Der Film lief im Wettbewerb der Internationalen Filmfestspiele Berlin 2014 sowie auf zahlreichen anderen Festivals. In Österreich kam der Film am 14. November 2014 in die Kinos.

## Handlung
Der Schauplatz des Films ist die Flüchtlingssiedlung „Macondo“, die sich in einem Industriegebiet am Stadtrand von Wien im 11. Bezirk Simmering befindet. Laut Schätzungen wohnen dort zwischen 2000 und 3000 Menschen aus 22 Ländern.
So auch der elfjährige tschetschenische Junge Ramasan, der Protagonist des Films, der alleine mit seiner Mutter Aminat und seinen zwei jüngeren Geschwistern unter schwierigen Verhältnissen aufwächst. Weil der Vater im Krieg gefallen ist und er der älteste Sohn ist, muss Ramasan viel Verantwortung für die Familie übernehmen. Während seine Mutter in der Arbeit ist, kümmert er sich um seine zwei kleinen Schwestern oder erledigt die Einkäufe. Bei wichtigen Behördengängen muss er seine Mutter auch als Übersetzer unterstützen. Noch hat die Familie keine positive Antwort auf ihren Asylantrag bekommen.
Eines Tages zieht Isa, ein ehemaliger Kriegskamerad des toten Vaters, in die Wohnsiedlung ein. Er übergibt Ramasan ein Familienfoto und die Uhr seines Vaters. Neugierig beobachtet Ramasan den sympathischen Neuankömmling und fragt ihn aus. Bald findet er heraus, dass sein Vater nicht der Kriegsheld war, für den er ihn immer gehalten hat. Allmählich entwickelt sich enge Beziehung zwischen Isa und Ramasan, „doch als Aminat beginnt, sich für Isa zu interessieren, beginnt für Ramasan ein emotionaler Konflikt“. Er fühlt sich bedroht und betrachtet Isa plötzlich als einen Rivalen. Obwohl Isa verständnisvoll auf ihn eingeht, lässt Ramasan seine ganze Wut an ihm aus.
Die Situation erreicht einen dramatischen Höhepunkt, als Ramasan eines Tages beschuldigt wird, in der Nacht in einen Baggerpark eingebrochen zu sein. Vor den Polizeibeamten behauptet Ramasan schlichtweg, Isa hätte ihn und seine Freunde zum Einbruch angestiftet. Erst als Isa von der Polizei abgeführt wird, begreift Ramasan, was er getan hat. Voller Reue wartet er nur noch darauf, dass Isa zurückkommt und ihm verzeiht.

## Hintergrund

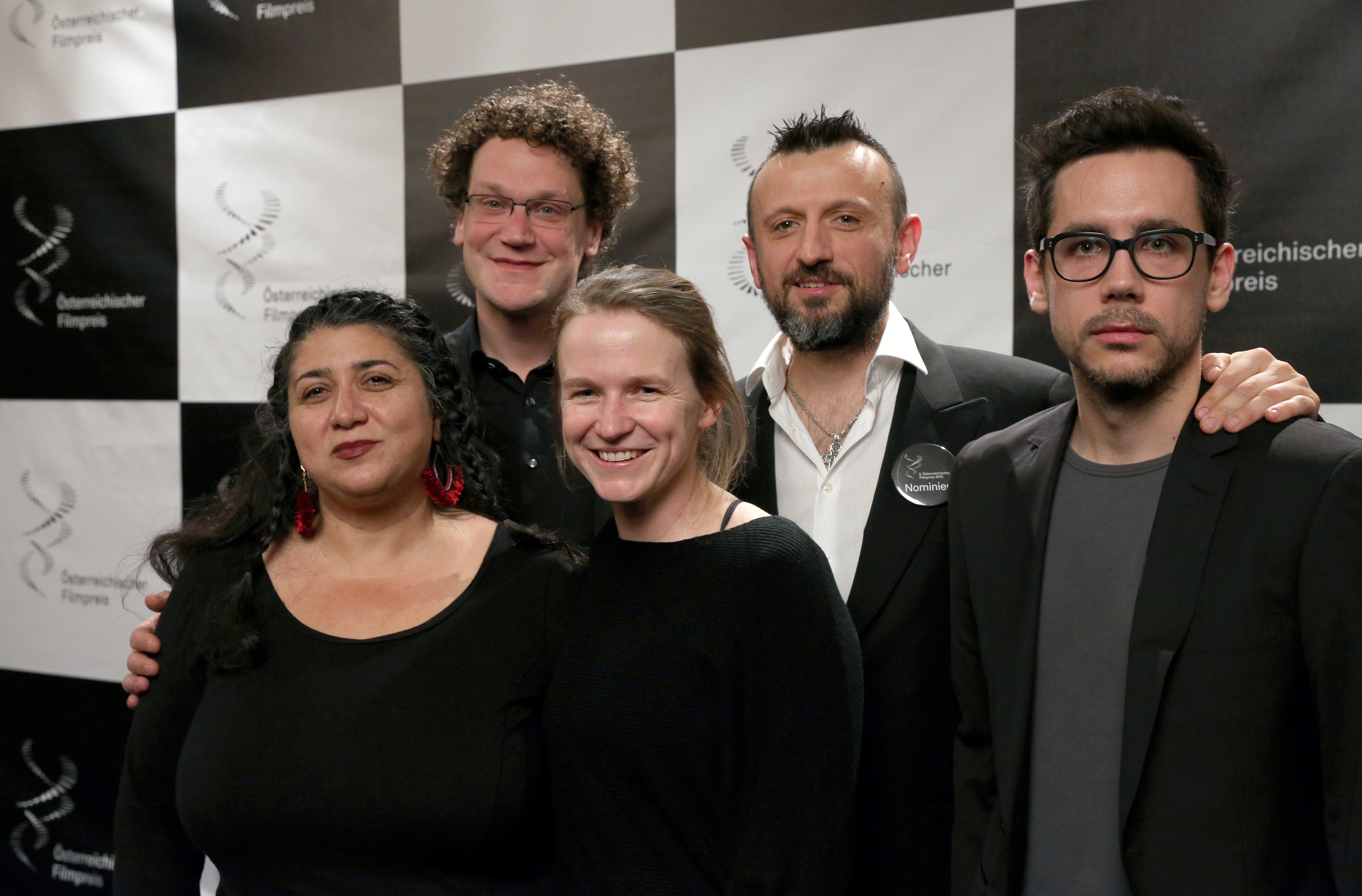
Sudabeh Mortezai, Oliver Neumann, Sabine Moser, Atanas Tcholakov und Klemens Hufnagl (2015)

Macondo ist nach den beiden Dokumentarfilmen Children of the Prophet (2006) und Im Bazar der Geschlechter (2009) der erste lange Spielfilm von Sudabeh Mortezai. Für ihr Drehbuch gewann die Regisseurin den Thomas-Pluch-Spezialpreis 2014.  Als große Stärke ihres Buches empfand die Jury, dass sie eine Welt beschreibt, die sie sehr gut zu kennen scheint.
Der Film zeichnet sich bewusst durch einen dokumentarischen Stil aus. Die Handlung ist an einen realen Schauplatz angesiedelt, einer ehemaligen k. u. k. Kaserne Kaiserebersdorf, in der seit Mitte der 1950er Jahre Flüchtlinge aus verschiedenen Ländern untergebracht sind. Dieser ungewöhnliche Ort „zwischen Entsorgungsbetrieben, Autobahnbrücke und Schrebergärten“ erhielt von dort lebenden chilenischen Flüchtlingen den Namen „Macondo“.
Um ihre Geschichte zu erzählen, arbeitete Sudabeh Mortezai mit Laiendarstellern: „Ich suchte keine Schauspieler, sondern ‚normale‘ Leute. Es gab einige andere Burschen in der engeren Wahl, Ramasan war sehr klein, sehr zart, unheimlich frech und gleichzeitig sehr sensibel. […] er hatte auf Anhieb diese Ambivalenz, die diese Rolle in vielerlei Hinsicht verlangte: zwischen Kind- und Erwachsensein, zwischen Familienoberhaupt, Sohn und Bruder.“
Sudabeh Mortezai bezeichnet ihre Arbeitsweise für diesen Film als sehr intuitiv, da sie die Schauspieler viel improvisieren ließ. Sie hielt sich zwar an den dramaturgischen Bogen innerhalb des Drehbuchs, wollte jedoch nicht, dass die Darsteller Dialoge auswendig lernen: „Keiner der Darsteller hat je ein Drehbuch gesehen oder einen Text zu lernen bekommen. […] Geprobt wurde nicht. Wir filmten gleich. Oft war der erste Take der beste […].“ Auch in der Gestaltung des Films ließ sich die Regisseurin von der Unmittelbarkeit inspirieren, die der Dokumentarfilm zur Verfügung stellt: „Macondo war für mich auch ein Experiment, um eine Methode für fiktionale Stoffe zu entwickeln und ich würde hier gerne weiterarbeiten, weil ich so viele Dinge, die ich im dokumentarischen Arbeiten liebe, beibehalten kann, u. a. die Spontanität und die Authentizität der Figuren, die Tatsache, dass nichts gespielt ist. Meine Figuren leben ja vor der Kamera, auch wenn es nicht exakt ihre Geschichte ist.“
Die Regisseurin inszeniert ihren Film in ruhigen Bildern aus der Sicht von Ramasan und zeigt, wie er den Alltag in Macondo und seine familiären Verpflichtungen bewältigt. Dabei bleibt die Kamera stets auf Augenhöhe des jungen Helden, der sich in einem schmerzhaften Prozess des Erwachsen-Werdens befindet.

## Kritik
Der Film stieß beim Publikum auf große Resonanz und erhielt sehr gute Kritiken. Die österreichische Tageszeitung Die Presse schrieb, Sudabeh Mortezais sei mit ihrem Spielfilmdebüt ein „fulminanter Durchbruch“ gelungen. Der film-dienst sprach von einem „großartigen Debütfilm“. Der Film nehme sich „viel Zeit, um den Alltag des Jungen und das Leben in Macondo zu beobachten“, sei aber „nur am Rande […] ein Milieuporträt“.
Dominik Kamalzadeh hob in der Zeitung Der Standard hervor, dass es der Film auf eine „dramatische Zuspitzung […] erfreulicher Weise nicht ankommen“ lasse. Mortezai spiele die prekäre „familiäre Situation nicht herunter“ und forciere „kaum Stereotype“. Stattdessen bevorzuge der Film „beschreibende Beobachtungen, die den Figuren Raum und den einen oder anderen Widerspruch lassen“.

## Auszeichnungen
Macondo feierte seine Weltpremiere im Wettbewerb der 64. Berlinale und wurde seitdem auf zahlreichen internationalen Filmfestivals nominiert und ausgezeichnet. Der Film gewann unter anderem den Firebird Award beim 38. Hongkong International Film Festival und den CICAE-Award beim Sarajevo Filmfestival 2014. Im Zuge seiner Österreich-Premiere bei der Viennale wurde der Film als Bester Spielfilm mit dem Wiener Filmpreis 2014 prämiert. Für seine schauspielerische Leistung wurde der junge Hauptdarsteller des Films beim Festival International du Film des Femmes de Salé in Marokko als Bester Darsteller ausgezeichnet.
Im Folgenden eine Auflistung der Auszeichnungen:
- 2014: Wiener Filmpreis 2014, Viennale – Bester Spielfilm.
- 2014: Erste Bank MehrWERT Filmpreis, Viennale.
- 2014: Sarajevo Film Festival – Award of the International Confederation of Art Cinemas (CICAE).
- 2014: 38. Hongkong International Film Festival, Young Cinema Competition – Hauptpreis Firebird Award.
- 2014: Scarborough Film Festival in Toronto, Kanada – Outstanding Directorial Achievement Award.
- 2014: Festival del Cinema Europeo in Lecce, Italien – Cineuropa Award und Bestes Drehbuch.
- 2014: Thomas-Pluch-Drehbuchpreis – Spezialpreis.
- 2014: Cinergia Film Festival in Lodz, Polen – Bestes europäisches Debüt.
- 2014: Festival International du Film de Femmes de Salé, Marokko – Bester Darsteller: Ramasan Minkailov.
- 2015: Diagonale-Preis innovative Produktionsleistung

Beim Österreichischen Filmpreis 2015 war Macondo in fünf Kategorien nominiert (darunter Bester Film), konnte aber keine Auszeichnung gewinnen.
Im Rahmen der Aktion Eine Stadt. Ein Film, einer Kooperation von Gemeinde Wien und echo medienhaus, in der ein Mal im Jahr ein qualitätsvoller Film aus österreichischer Produktion einem möglichst breiten Publikum präsentiert wird, war Macondo am 25. März 2015 bei freiem Eintritt in zwölf Wiener Kinos zu sehen.